# Cha Am

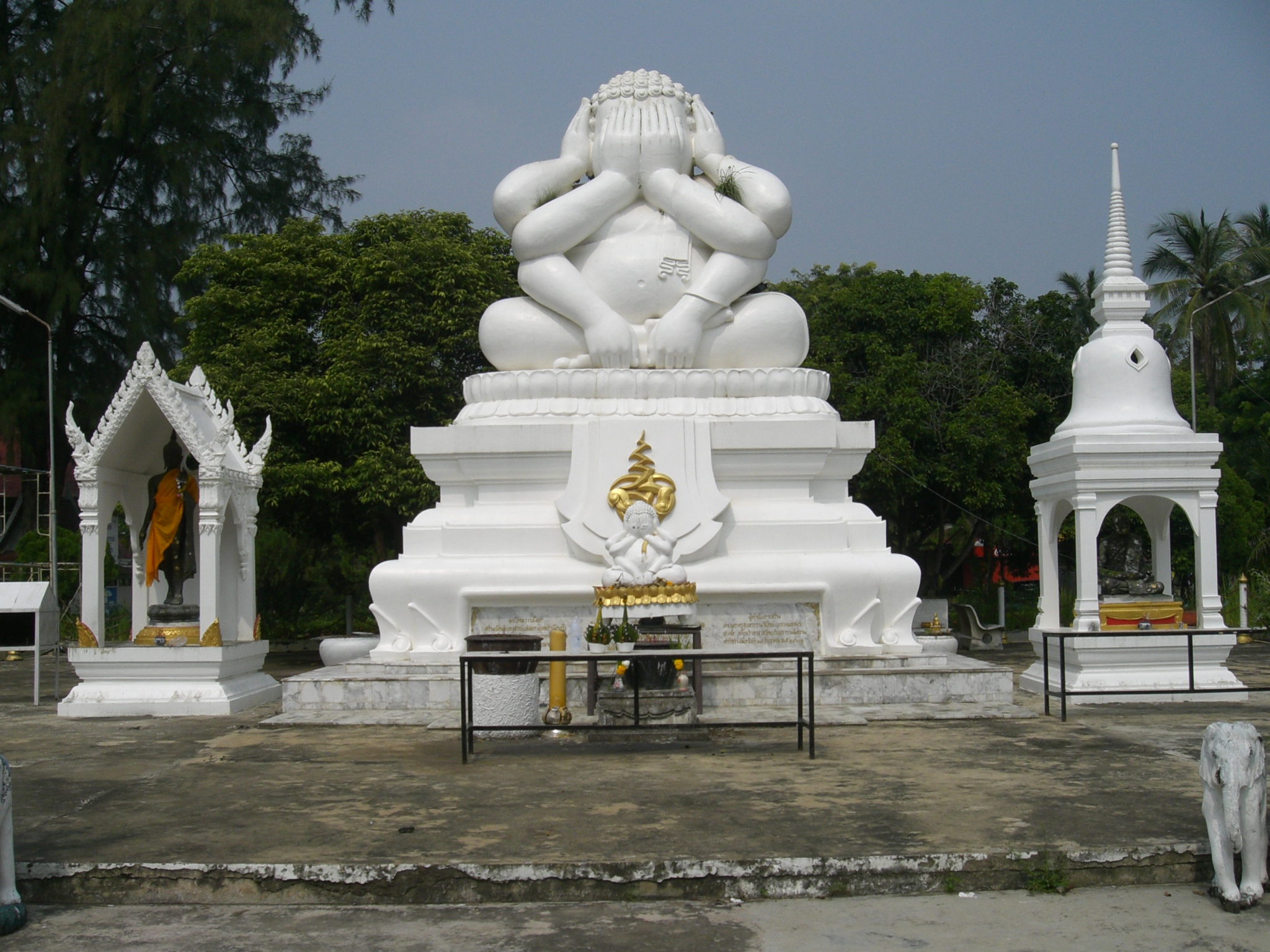
Phra Pit Thawan i Cha Am

Cha Am, turistort och distrikt i södra delen av Phetchaburiprovinsen i mellersta Thailand. Cha Am är känt för sin långa strandpromenad och ligger inte långt från turistorten Hua Hin. 
Cha-Am - som ligger cirka 175 km söder om Bangkok och cirka 25 km norr om Hua Hin - är mest känd för sina långa vackra stränder. Orten upptäcktes efter Hua Hins stora ”boom”, när rika thailändare började leta efter ett nytt semesterparadis längs stranden.
Cha-Am - som har cirka 25 000 invånare - är lugnare och betydligt mindre än Hua Hin. Däremot är orten inte lika ”samlad”, utan sträcker sig flera kilometer längs stranden. Som turist lär man sig dock snabbt att skilja på själva ”Cha-Am” och ”Cha-Am beach” som sträcker sig långt ut från centrum.
Själva Cha-Am har väldigt lokal karaktär. Längs stranden finns mängder med försäljare, cykeluthyrare, serveringar och erbjudanden om att åka bananbåt, vattenskidor, jetski osv. Men det mesta är utformat efter thailändska turister. Det kan vara ganska skräpigt och på helger och lov är det packat med bangkokbor här. Här finns också en fiskehamn och inne på hamnområdet går det att köpa levande fisk och andra varor.
Cha-Am beach sträcker sig ca 5-20 km söderut, nästan halvvägs till Hua Hin. Här ligger de flesta stora hotell (bland annat Regent Cha-Am) och stranden är betydligt vackrare än inne i Cha-Am. Runt omkring har en hel liten by vuxit upp som lokalinvånarna kallar Bang Kwai. Och här finns nu ett relativt bra utbud av små restauranger, serveringar och affärer. Härifrån kan du sedan ta buss eller taxi in till Cha-Am eller Hua Hin (där Hua Hin har större utbud) om du vill ha lite mer att välja mellan. 4 km norrut från Cha Am centrum hittar man Baan talay samran som är en skön oas för många turistande skandinaver. Där finns det bästa och renaste sandstranden i Cha Am området.